# Ahli Sidab Club
El Ahli Sidab Club (en árabe: نادي الاهلي سداب‎) es un equipo de fútbol de Omán que juega en la Segunda División de Omán, la tercera categoría de fútbol en el país.

## Historia
Fue fundado el 18 de abril de 2004 en la ciudad de Sibab tras la fusión de los equipos Al-Ahli Sidab y el Sidab Club, en donde el primero fue campeón de la Liga Profesional de Omán en la temporada 1981/82, mientras que Sidab Club nunca ganó un título importante.
La fusión creó una institución multideportiva, la cual tiene secciones en hockey sobre hierba, voleibol, balonmano, baloncesto, bádminton y raquetbol en varias categorías desde la infantil hasta nivel olímpico, siendo su sección de hockey sobre hierba la más galardonada.

## Palmarés
- Omani League (1): 1981–82
- Copa de Omán (5): 1972, 1982, 1983, 1984, 1988
- Oman First Division League (1): 2009-10